# Paulo Figueiredo
Paulo Figueiredo, właśc. Paulo José Lopes de Figueiredo (ur. 28 listopada 1972 w Luandzie) – angolski piłkarz występujący na pozycji pomocnika.
Figueiredo urodził się w Angoli, lecz od trzeciego roku życia przebywał w Portugalii. W 2003 roku dostał propozycję gry w reprezentacji Angoli i, po niemal 30 latach, wrócił do swojego ojczystego kraju. Został powołany na Mistrzostwa Świata 2006, gdzie rozegrał wszystkie 3 mecze. W reprezentacji Angoli zaliczył 37 występów, zdobywając 4 bramki.